# Дарте, Огюстен Александр
Огюстен Александр Дарте (фр. Augustin Alexandre Darthé; 10 октября 1769, Сен-Поль-сюр-Тернуаз — 27 мая 1797, Вандом) — деятель Великой французской революции.

## Биография
Образование получил в Париже, в 1789 году принял активное участие во взятии Бастилии и в движении 5-6 октября. В 1791 году стал секретарём муниципалитета, в 1792 году — членом директории департамента.
Во время якобинской диктатуры и периода террора проявил себя как один из самых убеждённых и стойких сторонников политики революционного террора; был общественным обвинителем при трибуналах городов Арраса и Камбре, ближайшим помощником депутата Конвента Ж. Ле Бона, находившегося с миссией на северной границе Франции.
М. Робеспьер очень высоко ценил Дарте. После контрреволюционного Термидорианского переворота 1794 года Дарте был арестован. Амнистированный 18 октября 1795 года примкнул к бабувистскому движению и вскоре стал одним из его руководителей и членов тайной повстанческой директории.
10 мая 1796 года был арестован. По приговору вандомского суда казнён на гильотине вместе с Г. Бабёфом.